# العلاقات التركية التشيلية
العلاقات التركية التشيلية هي العلاقات الثنائية التي تجمع بين تركيا وتشيلي.

## مقارنة بين البلدين
هذه مقارنة عامة ومرجعية للدولتين:
| وجه المقارنة                                              | تركيا         | تشيلي                         |
| --------------------------------------------------------- | ------------- | ----------------------------- |
| المساحة (كم2)                                             | 783.56 ألف    | 756.10 ألف                    |
| عدد السكان (نسمة)                                         | 80.14 مليون   | 17.37 مليون                   |
| الكثافة السكانية (ن./كم²)                                 | 102.28        | 22.97                         |
| العاصمة                                                   | أنقرة         | سانتياغو                      |
| اللغة الرسمية                                             | اللغة التركية | اللغة الإسبانية               |
| العملة                                                    | ليرة تركية    | بيزو تشيلي، وحدة حساب تشيلية ‏ |
| الناتج المحلي الإجمالي (بليون دولار)                      | 851.10 مليار  | 277.08 مليار                  |
| الناتج المحلي الإجمالي (تعادل القوة الشرائية) بليون دولار | 1.57 تريليون  | 419.39 مليار                  |
| الناتج المحلي الإجمالي الاسمي للفرد دولار أمريكي          | 9.12 ألف      | 13.42 ألف                     |
| الناتج المحلي الإجمالي للفرد دولار أمريكي                 | 19.79 ألف     | 22.07 ألف                     |
| مؤشر التنمية البشرية                                      | 0.761         | 0.832                         |
| رمز المكالمات الدولي                                      | +90           | +56                           |
| رمز الإنترنت                                              | .tr           | .cl                           |
| المنطقة الزمنية                                           | ت ع م+03:00   | 00، 00، 00، 00                |

## مدن متوأمة
في ما يلي قائمة باتفاقيات التوأمة بين مدن تركية وتشيلية:
- ترتبط أنقرة مع سانتياغو باتفاقية توأمة منذ 1990.

## منظمات دولية مشتركة
يشترك البلدان في عضوية مجموعة من المنظمات الدولية، منها:
| علم المنظمة | اسم المنظمة                               | تاريخ انضمام تركيا | تاريخ انضمام تشيلي |
| ----------- | ----------------------------------------- | ------------------ | ------------------ |
|             | مؤسسة التنمية الدولية                     | 22 ديسمبر 1960     | 30 ديسمبر 1960     |
|             | يونسكو                                    | 4 نوفمبر 1946      | 7 يوليو 1953       |
|             | وكالة ضمان الاستثمار متعدد الأطراف        | 3 يونيو 1988       | 12 أبريل 1988      |
|             | منظمة التعاون الاقتصادي والتنمية          | ?                  | ?                  |
|             | الأمم المتحدة                             | 24 أكتوبر 1945     | 24 أكتوبر 1945     |
|             | الفريق المعني برصد الأرض                  | ?                  | ?                  |
|             | الاتحاد البريدي العالمي                   | ?                  | ?                  |
|             | البنك الدولي للإنشاء والتعمير             | 11 مارس 1947       | 31 ديسمبر 1945     |
|             | المنظمة الهيدروغرافية الدولية             | ?                  | ?                  |
|             | الاتحاد الدولي للاتصالات                  | 1866               | 1908               |
|             | منظمة حظر الأسلحة الكيميائية              | ?                  | ?                  |
|             | مؤسسة التمويل الدولية                     | 19 ديسمبر 1956     | 15 أبريل 1957      |
|             | المركز الدولي لتسوية المنازعات الاستشارية | 2 أبريل 1989       | 24 أكتوبر 1991     |
|             | منظمة التجارة العالمية                    | 26 مارس 1995       | ?                  |
|             | منظمة الشرطة الجنائية الدولية             | ?                  | ?                  |

## وصلات خارجية
- موقع وزارة الخارجية التركية
- موقع وزارة الخارجية التشيلية